# Ekkehard Richter (General)
Ekkehard G. Richter (* 13. Februar 1937 in Berlin) ist ein deutscher Generalmajor außer Dienst des Heeres der Bundeswehr. Von 1987 bis 1990 war er Beauftragter für Erziehung und Ausbildung beim Generalinspekteur der Bundeswehr. Zuletzt wurde er als Befehlshaber und Kommandeur des Wehrbereichskommando VII/13. Panzergrenadierdivision verwendet. Er war als aktiver Soldat maßgeblich an der Eingliederung der Nationalen Volksarmee in die Bundeswehr beteiligt und machte sich bis nach dem Beginn seines Ruhestandes um die Reservistenarbeit verdient.

## Leben
Richter ist ein „Schulfreund“ des nachmaligen Generalleutnants Jörg Schönbohm. Er trat nach dem Abitur 1958 in Kassel als Offizieranwärter beim Feldartillerieregiment 2 in Kassel in die Bundeswehr ein. Von 1965 bis 1967 war er Batteriechef im Artillerielehrregiment in Idar-Oberstein. Von 1967 bis 1969 war er Feuerleitoffizier im Artilleriebataillon 5 in Diez.
1969/70 nahm er am 11. Generalstabslehrgang (H) an der Führungsakademie der Bundeswehr (FüAkBw) in Hamburg teil, wo er zum Offizier im Generalstabsdienst ausgebildet wurde. Danach wurde er Referent für Heeresplanung im Bundesministerium der Verteidigung (BMVg) in Bonn und war 1975/76 Bataillonskommandeur des Panzerartilleriebataillons 195 in Münster-Handorf. Von 1976 bis 1978 war er Adjutant des Stellvertreters des Generalinspekteurs der Bundeswehr, Generalleutnant Rüdiger von Reichert. Von 1978 bis 1981 war Richter als Oberst i. G. Chef des Stabes der 11. Panzergrenadierdivision unter den Generalmajoren Meinhard Glanz und Hans-Henning von Sandrart in Oldenburg. 1980 besuchte er das NATO Defence College (NDC) in Rom. 1981/82 war er Referatsleiter in der Stabsabteilung VI (Planung) im Führungsstab des Heeres (Fü H) in Bonn.
Brigadegeneral (ab 1986) Richter wurde von 1983 bis 1987 als Kommandeur der Panzergrenadierbrigade 32 in Schwanewede verwendet. Von 1987 bis 1990 war er Beauftragter für Erziehung und Ausbildung beim Generalinspekteur der Bundeswehr (BEA), Admiral Dieter Wellershoff, sowie 1987/88 Stellvertretender Beauftragter für Reservistenangelegenheiten im Führungsstab der Streitkräfte (Fü S). 1990 war er militärischer Leiter der Verbindungsgruppe Bundeswehr – dem Vorkommando des Bundeswehrkommandos Ost – zum durch Rainer Eppelmann geleiteten Ministerium für Abrüstung und Verteidigung (MfAuV) der DDR in Strausberg; die zivile Führung der Verbindungsgruppe hatte Gunnar Simon inne. Von 1990 bis 1995 war der Generalmajor Befehlshaber und Kommandeur des Wehrbereichskommandos VII/13. Panzergrenadierdivision in Leipzig, zuständig für Sachsen und Thüringen. Richter setzte u. a. die Namensgebung für die Rosenhof-Kaserne und die Görmar-Kaserne in Mühlhausen/Thüringen um.
Danach war Richter mehr als 15 Jahre Vorsitzender des Beirats für Freiwillige Reservistenarbeit beim Verband der Reservisten der Deutschen Bundeswehr e. V. (VdRBw). Als solcher setzte er sich für die Beibehaltung der Wehrpflicht in Deutschland ein. Sein Nachfolger wurde 2011 Generalmajor a. D. Rainer Fiegle. Überdies war er Präsident des Freundeskreises der Artillerietruppe e. V., deren Ehrenpräsident er heute ist. Im Jahre 2006 war er im Auftrag des Bundesministeriums der Verteidigung deutscher Delegationsleiter bei der unter Schirmherrschaft der UNESCO gestandenen internationalen Konferenz „Mémoire partagée“ in Paris.
Richter ist verheiratet, römisch-katholisch und Vater von zwei Kindern.

## Schriften (Auswahl)
Beiträge in Sammelbänden
- Eine starke Truppe. Erfolgreiche Menschenführung in den Einheiten. In: Anton Steer (Hrsg.): Menschen Führen im Heer. Report Verlag, Frankfurt am Main 1989, ISBN 3-524-89005-9, S. 141 ff.
- Beirat für Freiwillige Reservistenarbeit beim Verband. In: Hans Frank (Hrsg.): Reserve im Umbruch. Von der Landesverteidigung zur Krisenbewältigung. Mit einem Vorwort von Peter Struck, Mittler, Hamburg u. a. 2005, ISBN 3-8132-0846-X, S. 311 ff.
- Erklärung des Beirates für freiwillige Reservistenarbeit beim VdRBw für die „Beibehaltung der Wehrpflicht“. In: Andrea Prüfert (Hrsg.): Hat die allgemeine Wehrpflicht in Deutschland eine Zukunft?. Zur Debatte um die künftige Wehrstruktur (= Forum innere Führung. Bd. 21). Nomos, Baden-Baden 2003, ISBN 3-8329-0311-9, S. 87 ff.

Gespräche / Erfahrungsberichte
- Demokratisierung einer Armee. Gespräch zwischen Generalmajor Ekkehard G. Richter und Divisionär aD Alfred Stutz. In: Allgemeine Schweizerische Militärzeitschrift 7/8 (1992), S. 338 ff.
- Diskussion mit den Zeitzeugen Lothar Engelhardt, Gerd-A. Engelmann, Hartmut Foertsch, Ekkehard  Richter, Werner von Scheven, Waldemar Seifert, Gunnar Simon. In: Hans Ehlert (Hrsg.): Armee ohne Zukunft. Das Ende der NVA und die deutsche Einheit. Zeitzeugenberichte und Dokumente (= Militärgeschichte der DDR. Bd. 3). Im Auftrag des Militärgeschichtlichen Forschungsamtes. Ch. Links, Berlin 2002, ISBN 3-86153-265-4, S. 208 ff.
- Die Entwicklung der Jahre 1989 und 1990 aus damaliger und heutiger Sicht. In: Werner Krätschell (Hrsg.): Was war und was bleibt: Kamingespräche ehemals führender deutscher Militärs aus Ost und West. 2. Auflage, MGFA, Potsdam 2008, ISBN 978-3-9808882-9-5, S. 63 ff.